# Mutagène
En biologie, un mutagène (du latin, littéralement origine de changement) est un agent qui change le génome (en général l'ADN) d'un organisme et élève ainsi le nombre de mutations génétiques au-dessus du taux naturel d'arrière-plan.
Les mutagènes sont en général des composés chimiques ou des radiations.
Les mutations, en dehors de celles qui affectent les cellules reproductives, ne sont pas inoffensives. Si elles n'induisent pas toutes des cancers, c'est la première étape nécessaire vers la cancérisation.

## Causes des mutations
Les mutations surviennent de deux façons : des mutations endogènes, produits d'erreurs spontanées de la réplication de l'ADN, et des mutations invoquant un mutagène. On distingue deux catégories de mutagènes : les mutagènes physiques et les mutagènes chimiques.

## Agents physiques mutagènes
- Les rayons ultraviolets (env. 260 nm) induisent une dimérisation des bases pyrimidiques adjacentes, notamment s'il s'agit de deux thymines.
- Les radiations ionisantes ont des effets différents sur l'ADN selon le type de rayonnement et son intensité : mutations ponctuelles, insertions/déletions, ou des lésions plus graves et importantes de l'ADN.
- La chaleur provoque des coupures de l'ADN par hydrolyse.
- les médicaments dits de « thérapie génique » développés notamment par le généthon (laboratoire du téléthon).

## Produits chimiques mutagènes

Symbole du système général harmonisé de classification et d'étiquetage des produits chimiques indiquant un produit chimique sensibilisant, mutagène, cancérogène ou reprotoxique.

Le test d'Ames est une des méthodes permettant de déterminer le pouvoir mutagène d'un produit chimique. On parle de risque CMR de certains produits chimiques : cancérogène, mutagène et reprotoxique. Il existe une ligne particulière parmi les risques chimiques (R68) définissant le risque mutagène d'un produit.
En 2006, l'Union européenne a voté le règlement (CE) n° 1907/2006 relatif à l'Enregistrement, évaluation et autorisation des produits chimiques (REACH en anglais).
Quelques exemples peuvent être cités :
- le benzopyrène, présent dans la fumée de cigarette et autres résidus de combustion incomplète ;
- le bromure d'éthidium, substance très utilisée en laboratoire de biologie moléculaire ;
- le dichlorométhane, solvant ;
- le diéthylpyrocarbonate, autre produit très utilisé en laboratoire de biologie moléculaire ;
- l'acétaldéhyde ;
- le trichloréthylène, solvant très utilisé.

## Médicaments ayant des effets secondaires mutagènes
Ils font l'objet en France d'un suivi ; ceux identifiés sont répertoriés et donnent lieu à des notes d'information : Inhibiteurs de l'anhydrase carbonique : acétazolamide (Défiltran, Diamox), Antinéoplasiques : rétinoïdes, trétinoïne, Immunosuppresseurs : mycophénolate [mycophénolate mofétil] (CellCept et génériques), mycophénolate sodique (Myfortic), les inhibiteurs de la voie Hedgehog sonidegib (Odomzo), Antiépileptiques : acide valproïque ou valproate (Dépakine, Micropakine, Dépakote, Dépamide), Inhibiteurs de l'angiogénèse : thalidomide, pomalidomide (en) (Imnovid), etc., Aciclovir (antiviral).

## Produits suspectés
- Quinoléine

## Radiations mutagènes
Il s'agit des radiations assez énergétiques :
- les rayons UV, qui correspondent aux spectres d'absorption de l'ADN ;
- les rayons X (utilisés en radiographie) ;
- la radioactivité.

## Dans la culture populaire
Les produits mutagènes ont stimulé l'imagination de nombreux auteurs de science-fiction. 
Ainsi, dans la série Dragon Ball Z, les saiyans (humanoïdes extraterrestres) possèdent leurs propres mutagènes héréditaires contrôlables qui leur octroient des facultés physiques notables, ou bien dans le dessin animé des Tortues Ninja, quatre tortues sont soumises à l'action d'un mutagène et sont transformées en êtres humanoïdes. De tels effets de la part d'agents mutagènes ne sont pas scientifiquement crédibles. Les effets réels les plus fréquents, bien différents d'une totale réorganisation bénéfique du génome comme dans le dessin animé, sont plutôt : cancérisations et survenues de maladies génétiques, tératogenèse et autres problèmes de santé.